# Місцеві податки
Місце́ві пода́тки та збо́ри — це податки та збори, які встановлюються органами місцевого самоврядування відповідно до законодавства, вони є обов'язковими до сплати в межах адміністративно-територіальних одиниць та зараховуються до їх бюджетів.
Податковий кодекс України у статті 10
10.1. До місцевих податків належать:
10.1.1. податок на майно;
10.1.2. єдиний податок.
10.2. До місцевих зборів належать:
10.2.1. збір за місця для паркування транспортних засобів;
10.2.2. туристичний збір.
Місцеві податки – податки та збори, обов’язкові до сплати юридичними та фізичними особами в межах граничних ставок за нормами Податкового Кодексу України, які встановлюються органами місцевого самоврядування, сплачуються до бюджету відповідної територіальної одиниці та використовуються відповідно до перспективного плану її розвитку, є складовою податкової системи України (БО-21-1, 2023р.).